# العرق الغربي الكبير
العرق الغربي الكبير (ويعرف أيضا بـ بحر الرمال الغربي) هو ثاني أكبر عرق في الجزائر بعد العرق الشرقي الكبير يقع في الجنوب الغربي للجزائر ويمتد على مساحة 80,000 كم² وتتكون من كثبان رملية تصل حتى 300م طولا. يحده من الجنوب ومن الجنوب الشرقي هضبة تادمايت الضخمة، ومن الغرب وادي الساورة وعرق الراوي، ومن الشمال الشرقي السلسلة الجبلية الأطلس الصحراوي، معدل هطول الأمطار عليه لا يتجاوز 25 سم سنويا، ولا يوجد به قرى أو تجمعات سكانية ولا تعبر به أية طرق.
هذا الحاجز الذي يبدو غير قابل للعبور، كان دائمًا تتقاطع معه القوافل التي تربط الواحات المتناثرة وسط أمواج الرمال. المدن الرئيسية – المتاخمة للعرق الغربي الكبير – هي المنيا (وتسمى أيضًا الجليلة) وتيميمون (كورارة) وأدرار (توات).

## جغرافية
هي منطقة طبيعية صحراوية تتلقى أقل من 50 ملم (1,96 إنش) من الأمطار سنويا. ويبلغ متوسط ارتفاع العرق الغربي الكبير حوالي 500 متر، في المتوسط أعلى من ارتفاع العرق الشرقي الكبير، ولكن ليس بنفس مستوى تادميت المجاورة في الجنوب الغربي. هذه النائية غير مأهولة تقريبا؛ ولا يوجد به قرى أو تجمعات سكانية ولا تعبر به أية طرق.

## صور

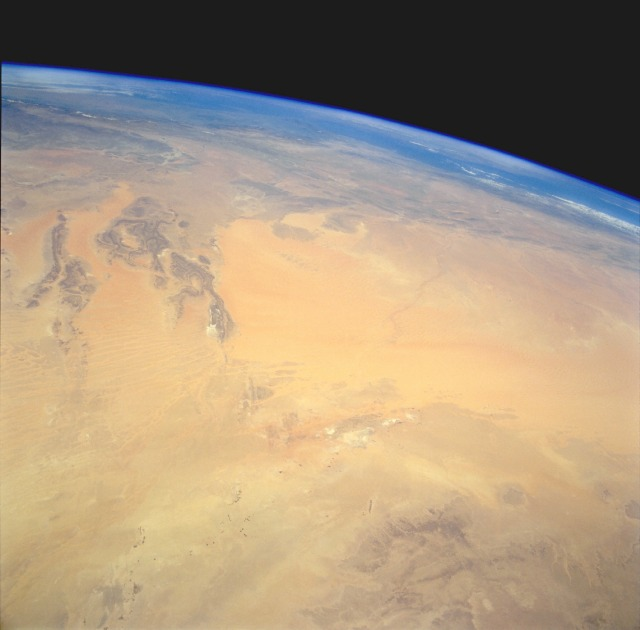
العرق الغربي الكبير من الفضاء
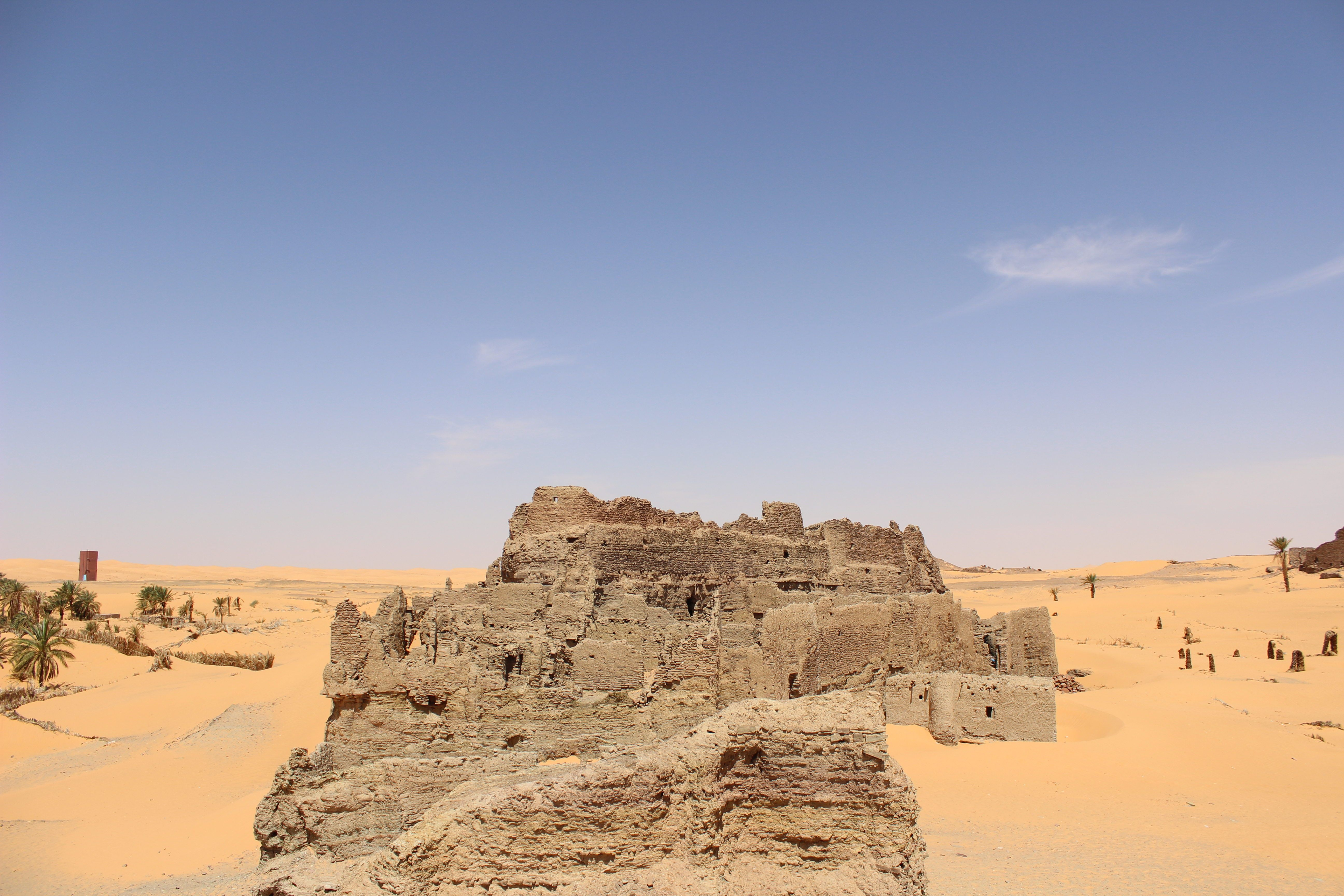
قصر أغلاد; كان مسكنا تعيش فيه القبيلة
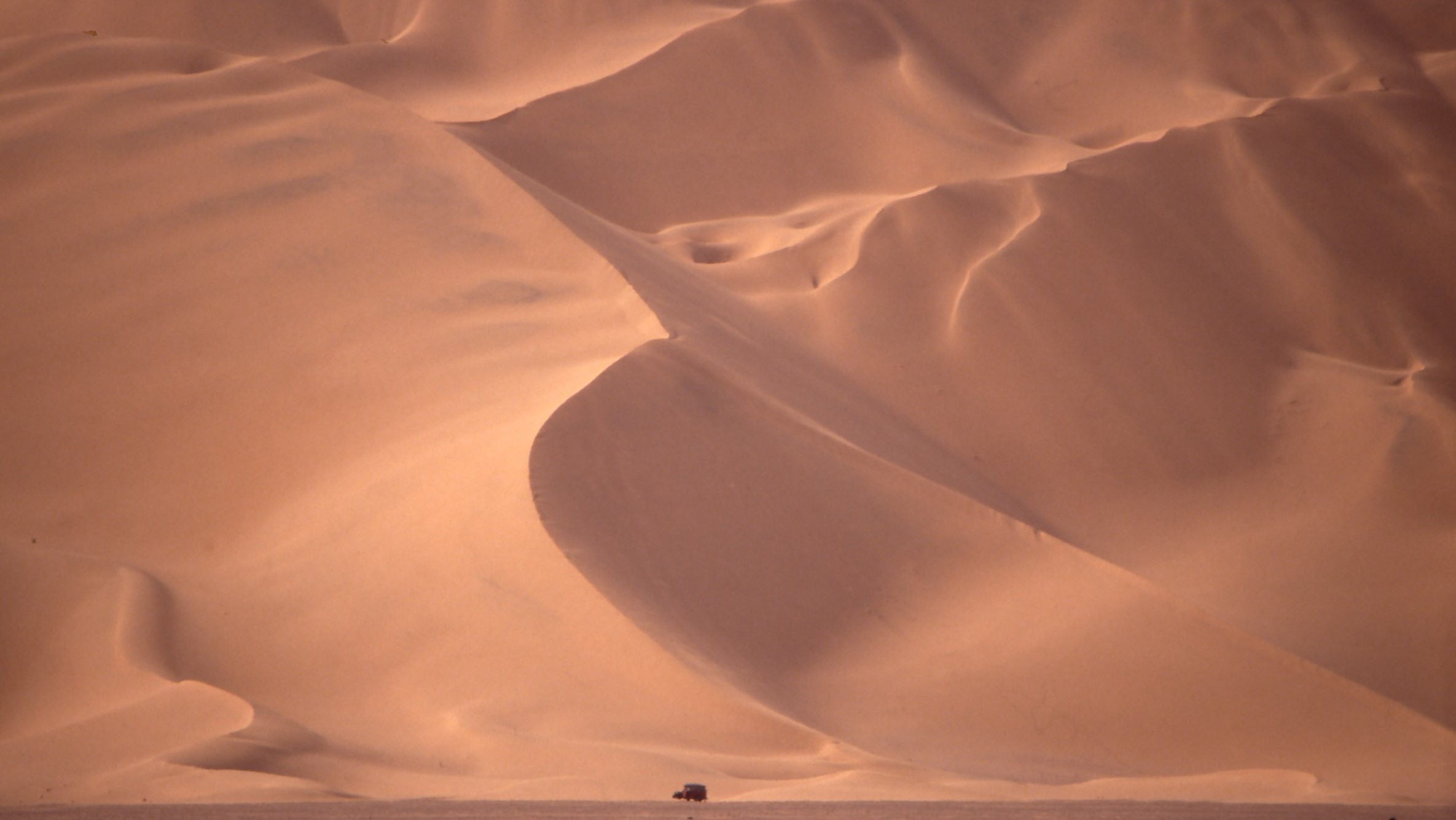
مركبة أمام أحد الكثبان الرملية الكبيرة في العرق الغربي الكبير